# Kulturkiste
Die Kulturkiste war eine dreißigminütige Fernsehsendung aus dem Jahr 2002 von der bereits abgesetzten ORF-Reihe Kunst-Stücke. Moderiert wurde die Kulturkiste von den beiden bekannten Satirikern und Kabarettisten Christoph Grissemann und Dirk Stermann, die vom Kabarettisten Günther Lainer und vom Exzentriker Max Meyr begleitet wurden. Die beiden Letztgenannten fungierten als Fahrer eines hellblauen VW-Pritschenwagens aus den 1960er Jahren, auf dessen Ladefläche sich die etwa zwei Kubikmeter große gelbe Kulturkiste befand, aus der Stermann & Grissemann zu Beginn jeder Sendung kletterten. 
Bei jeder der sechs Ausgaben der Kulturkiste wurde ein Ort in Österreich mit dem Pritschenwagen bereist und humorvoll vorgestellt. 
Die erste Ausgabe lief am 25. April 2002 auf ORF 1. Die besuchten Orte waren, chronologisch gereiht: 
- Fischamend (Niederösterreich)
- Großpetersdorf (Burgenland)
- Stainz (Steiermark)
- Schwaz (Tirol)
- Neukirchen am Großvenediger (Salzburg)
- Ebensee (Oberösterreich)

Als Preis wurde am Schluss der Sendung an die jeweilige Ortschaft die goldene, silberne oder bronzene Kulturkiste verliehen. 
Während der Sendung gab es immer wieder kurze externe Beiträge von Stermann & Grissemann, wie etwa eine Theaterprobe oder eine artifizielle Ö1-Hörspielproduktion.